# یلپ
Yelp (به فارسی: یلپ) یک شرکت چند ملیتی آمریکایی است که مقر آن در سان فرانسیسکو کالیفرنیا است. این سرویس بر پایه وبسایت Yelp.com و اپلیکیشن موبایل Yelp، دیدگاه‌های دیگران در مورد کسب و کارهای محلی مانند رستوران‌ها، کافه‌ها و… را پردازش و در اختیار کاربران دیگر قرار می‌دهد. همچنین، این شرکت به مدیران کسب و کارها روش برخورد با دیدگاه‌های آنلاین و روش‌های پاسخ به آن‌ها را آموزش می‌دهد.
Yelp در سال ۲۰۰۴ توسط دو کارمند سابق کمپانی پی پال به نام‌های راسل سیمونز و جرمی تأسیس شد. سرعت رشد این کمپانی به حدی زیاد بود که در سال ۲۰۱۰ به ۳۰ میلیون دلار درآمد رسید و طبق آمار منتشر شده در وبسایت خود ادعا کرد بیش از ۴٫۵ میلیون نفر از این سرویس استفاده می‌کنند. Yelp از سال ۲۰۰۹ تا ۲۰۱۲ مشغول توسعهٔ کسب و کار خود در اروپا و آسیا بوده‌است.
در حال حاضر Yelp دارای ۱۳۵ میلیون بازدید کننده ماهانه و ۹۵ میلیون دیدگاه (Review) است. درآمد شرکت Yelp نیز از راه تبلیغات و واگذاری کنترل پنل به کسب و کارها است.

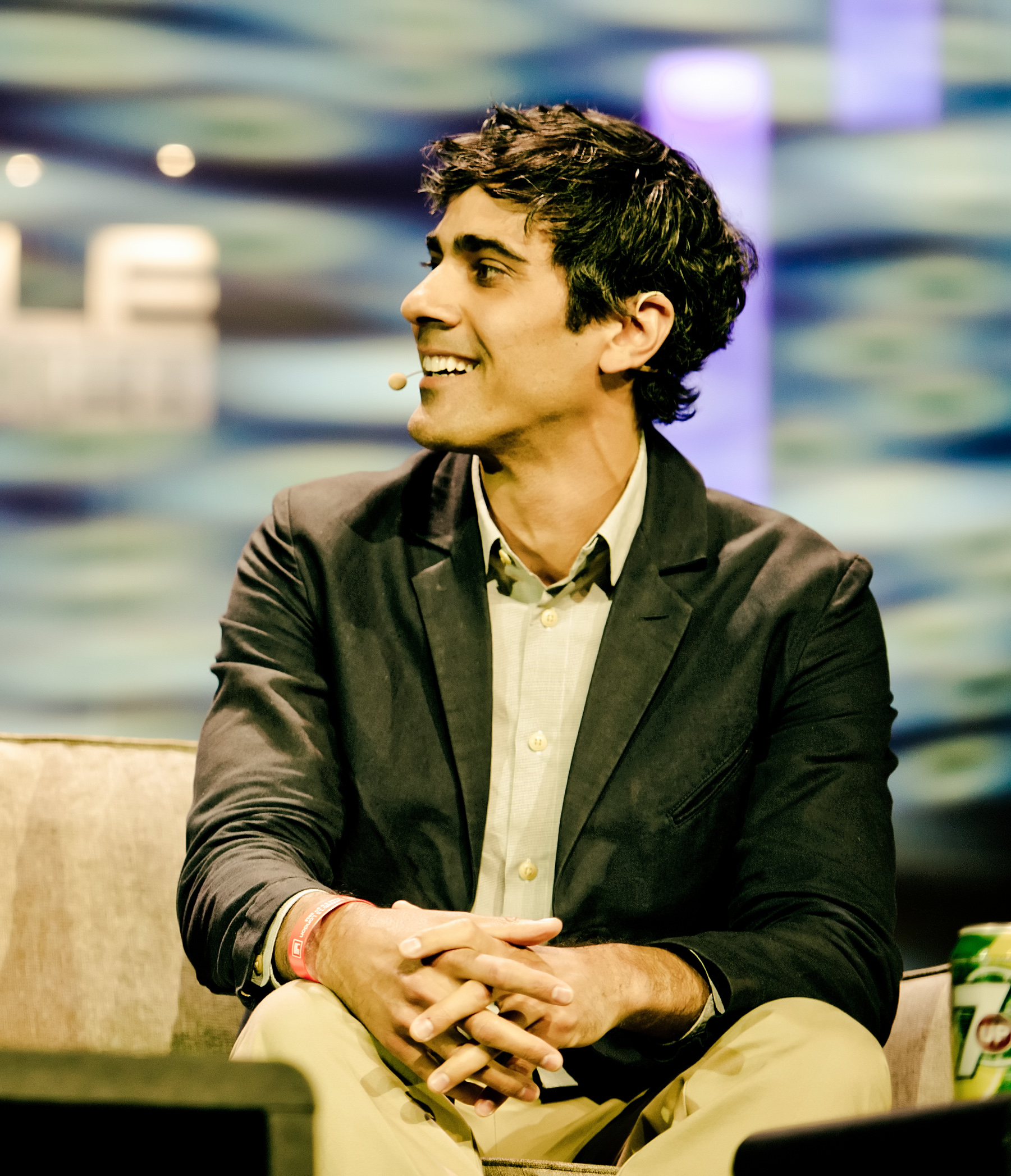
Jeremy Stoppelman از بنیان‌گذاران و مدیرعامل Yelp

## وبسایت‌ها و اپلیکیشن‌های همسان با یلپ
- Foursquare.com
- trustpilot.com